# 法迪尔·帕奇拉米
法迪尔·帕奇拉米（1922年5月25日—2008年1月16日）是阿尔巴尼亚的一位政治家、剧作家。

## 生平
帕奇拉米出生于斯库台的一个穆斯林家庭，但却就读于一所天主教大学。后来，他前往意大利，在博洛尼亚大学学习医学。1942 年，法迪尔·帕克拉米放弃学业，返回阿尔巴尼亚，加入共产主义游击队和阿尔巴尼亚共产党（1948年，改名为阿尔巴尼亚劳动党）。
1965年初，帕克拉米被提拔为阿尔巴尼亚教育和文化部长，但仅任职1年。1970年11月20日—1973年9月25日，他担任阿尔巴尼亚人民议会主席。1972年12月，他是阿尔巴尼亚广播电视台“歌唱节”的组织者之一；该音乐节展示了节拍和摇滚音乐，一些参与者的着装符合现代时尚潮流；尽管该音乐节与当时东欧社会主义国家组织的其他音乐节并无太大区别，但当时正变得愈发保守和民族主义的阿尔巴尼亚最高领导人恩维尔·霍查对此感到愤怒；这种引入音乐节的创新被视为自由主义和亲西方的表现。1973年上半年，霍查在秘密召开的阿尔巴尼亚劳动党六届四中全会上批判以中央委员、地拉那区党委宣传书记帕奇拉米等人为首的“文化反党集团”，认为他们和文化界的一批人士一起歪曲和破坏党的文艺路线，组成小集团，借口反对保守主义而反对社會主義現實主義，助长自由主义，宣扬资产阶级恶习，破坏社会主义的生活准则和道德标准，并将帕奇拉米开除出党。1975年，他被判处25年监禁。1990年，他在霍查的继任者拉米兹·阿利雅的命令下获释。出狱后，他远离政治，主要从事剧本创作和其他文化活动。1999年，他的戏剧合集出版。2008年，他在地拉那去世，得年85岁。